# M1 (Azerbeidzjan)
De M1 is een hoofdweg in Azerbeidzjan die een noord-zuidverbinding vormt tussen de hoofdstad Bakoe en de grens met Rusland bij Samur. De weg hier aan op de Russische R-217. De weg is 208 km lang.
M1 ·
M2 ·
M3 ·
M4 ·
M5 ·
M6 ·
M7 ·
M8